# Lista foștilor membri ai Camerei Reprezentanților Statelor Unite ale Americii: Y
Această este o listă a foștilor membri ai Camerei Reprezentanților Statelor Unite ale Americii al căror nume de familie începe cu litera Y.
| Reprezentant           | Ani                             | Stat           | Partid               |
| ---------------------- | ------------------------------- | -------------- | -------------------- |
| Bartlett Yancey        | 1813-1817                       | North Carolina | Democrat-Republican  |
| Joel Yancey            | 1827-1831                       | Kentucky       | Democrat             |
| William Lowndes Yancey | 1844-1846                       | Alabama        | Democrat             |
| George L. Yaple        | 1883-1885                       | Michigan       | Democrat             |
| Robert M. Yardley      | 1887-1891                       | Pennsylvania   | Republican           |
| John B. Yates          | 1815-1817                       | New York       | Democrat-Republican  |
| Richard Yates          | 1851-1855                       | Illinois       | Whig                 |
| Richard Yates          | 1919-1933                       | Illinois       | Republican           |
| Sidney R. Yates        | 1949-1963, 1965-1999            | Illinois       | Democrat             |
| Gus Yatron             | 1969-1993                       | Pennsylvania   | Democrat             |
| George H. Yeaman       | 1862-1865                       | Kentucky       | Unionist             |
| Jesse J. Yeates        | 1875-1879, 1881                 | North Carolina | Democrat             |
| Archibald Yell         | 1836-1839, 1845-1846            | Arkansas       | Democrat             |
| Charles H. Yoakum      | 1895-1897                       | Texas          | Democrat             |
| Seth H. Yocum          | 1879-1881                       | Pennsylvania   | Greenbacker          |
| Samuel S. Yoder        | 1887-1891                       | Ohio           | Democrat             |
| Tom A. Yon             | 1927-1933                       | Florida        | Democrat             |
| Tyre York              | 1883-1885                       | North Carolina | Independent Democrat |
| Thomas J. Yorke        | 1837-1839, 1841-1843            | New Jersey     | Whig                 |
| Sam Yorty              | 1951-1955                       | California     | Democrat             |
| Jacob Yost             | 1887-1889, 1897-1899            | Virginia       | Republican           |
| Jacob S. Yost          | 1843-1847                       | Pennsylvania   | Democrat             |
| Henry M. Youmans       | 1891-1893                       | Michigan       | Democrat             |
| Andrew Young           | 1973-1977                       | Georgia        | Democrat             |
| Augustus Young         | 1841-1843                       | Vermont        | Whig                 |
| Bryan Rust Young       | 1845-1847                       | Kentucky       | Whig                 |
| Clarence C. Young      | 1953-1957                       | Nevada         | Republican           |
| Ebenezer Young         | 1829-1835                       | Connecticut    | Național Republican  |
| Edward L. Young        | 1973-1975                       | South Carolina | Republican           |
| George M. Young        | 1913-1924                       | North Dakota   | Republican           |
| H. Casey Young         | 1875-1881, 1883-1885            | Tennessee      | Democrat             |
| H. Olin Young          | 1903-1913                       | Michigan       | Republican           |
| Isaac D. Young         | 1911-1913                       | Kansas         | Republican           |
| James Young            | 1911-1921                       | Texas          | Democrat             |
| James R. Young         | 1897-1903                       | Pennsylvania   | Republican           |
| John Young             | 1836-1837, 1841-1843            | New York       | Whig                 |
| John Andrew Young      | 1957-1979                       | Texas          | Democrat             |
| John D. Young          | 1873-1875                       | Kentucky       | Democrat             |
| John S. Young          | 1878-1879                       | Louisiana      | Democrat             |
| Pierce M. B. Young     | 1868-1869, 1870-1875            | Georgia        | Democrat             |
| Richard Young          | 1909-1911                       | New York       | Republican           |
| Robert A. Young        | 1977-1987                       | Missouri       | Democrat             |
| Samuel H. Young        | 1973-1975                       | Illinois       | Republican           |
| Stephen M. Young       | 1933-1937, 1941-1943, 1949-1951 | Ohio           | Democrat             |
| Thomas L. Young        | 1879-1883                       | Ohio           | Republican           |
| Timothy R. Young       | 1849-1851                       | Illinois       | Democrat             |
| William A. Young       | 1897-1898, 1899-1900            | Virginia       | Democrat             |
| William S. Young       | 1825-1827                       | Kentucky       | Național Republican  |
| Harold F. Youngblood   | 1947-1949                       | Michigan       | Republican           |
| Oscar Youngdahl        | 1939-1943                       | Minnesota      | Republican           |
| J. Arthur Younger      | 1953-1967                       | California     | Republican           |